# Henri Charrière
Henri Charrière, detto Papillon («Farfalla» in francese) per via di una farfalla tatuata sul torace (Saint-Étienne-de-Lugdarès, 16 novembre 1906 – Madrid, 29 luglio 1973), è stato uno scrittore francese naturalizzato venezuelano.

## Biografia

### Primi anni
Henri Antonin Charrière nasce in una famiglia di insegnanti, Joseph e Marie-Louise, originari di Gras e Saint-Marcel-d'Ardèche, stabilitisi in seguito al loro matrimonio a Saint-Étienne-de-Lugdarès, e quindi a Ucel dove egli crescerà. Il 7 ottobre 1917 sua madre morì di una malattia contagiosa, contratta dai feriti che stava trattando, e quindi Charrière fu adottato mediante sentenza del tribunale del 19 maggio 1923. Il 2 maggio 1925 si unì alla marina militare per tre anni, e là si trovò in una sezione speciale a Calvi, dove si tatuò una farfalla. Riuscì a farsi riformare il 28 aprile 1927, a causa di un pollice mutilato. Tornato in Ardèche, lavorò lì alla giornata mentre giocava a rugby ad Aubenas. Si stabilì a Parigi nel 1927, abitando insieme a Georgette Jeanne Fourel ("Nénette"). Il 22 dicembre 1929 la sposò, ma divorzierà da lei l'8 luglio 1930.
Il 26 marzo 1930, un uomo di nome Roland Legrand, ufficialmente un macellaio ma ufficiosamente un protettore, venne ferito da un colpo di pistola allo stomaco alle 3:30 del mattino. Fu portato all'ospedale di Lariboisière, dove morì il 27 marzo alle 00:10, dopo aver dichiarato alla polizia il nome dell'omicida, "Papillon Roger". Henri Charrière, cioè "Papillon Pouce-coupé", venne arrestato il 7 aprile 1930. Charrière fu condannato per l'omicidio di Roland Legrand ai lavori forzati a vita, presso il carcere in Guyana il 28 ottobre 1931, omicidio per cui si è sempre dichiarato innocente.

### Dopo la condanna
Lasciò la cittadella di Saint-Martin-de-Ré il 29 settembre 1933 a bordo della Martinière e sbarcò il 14 ottobre con lo status di "deportato" a Saint-Laurent-du-Maroni. In seguito fu imprigionato nel bagno penale della Caienna nella Guyana francese, dalla quale tentò numerose fughe dai risvolti drammatici. Tentò la prima fuga il 28 novembre 1933, ovvero appena 37 giorni dopo essere arrivato in Guyana, assieme ad André Maturette e Joanes Clousiot, che lo seguirono in una rocambolesca fuga. I tre vennero prontamente riacciuffati.
In tredici anni di prigionia tentò nove fughe. Altri tentativi di fuga furono effettuati a Saint-Laurent-du-Maroni, all'isola di San Giuseppe, presso l'isola del Diavolo, in Colombia e infine in Venezuela. L'ultima evasione, avvenuta dall'isola del Diavolo, lo portò fino a Caracas in Venezuela nel 1945, dove riuscì a stabilirsi (il Venezuela non aveva infatti accordi di estradizione con la Francia) e a vivere da uomo libero al fianco della sua nuova compagna, Rita Alcover. Alcuni biografi di Henri Charrière sostengono che egli poté corrompere alcune guardie nei suoi tentativi di fuga grazie al fatto che deteneva denaro. Siccome la divisa carceraria non aveva tasche, Charrière usava, come molti altri detenuti, un bossolo apribile da infilare nell'ano e quindi molto difficile da scoprire durante le perquisizioni.

### Ultimi anni
Nel 1956 divenne cittadino venezuelano. Nel 1967 un terremoto distrusse il night club che aveva aperto a Caracas, e questo fatto lo spinse a scrivere un libro di memorie, Papillon, uno dei romanzi che vendettero di più negli anni settanta, giungendo a oltre 10 milioni di copie nel mondo. Questo libro, che lui stesso descrive essere la "strada della putredine", contiene il 75% della verità. Henri Charrière fu graziato il 17 ottobre 1970 dal presidente della Repubblica francese e si stabilì a Fuengirola, in Spagna. Charrière comparve in un film del 1970 intitolato Fuori il malloppo, conosciuto anche come Popsy Pop, con Claudia Cardinale.
Il 29 luglio 1973 morì a Madrid per un tumore alla gola, ma la sua tomba si trova a Lanas in Ardèche in Francia, dove, secondo le sue ultime volontà, è stato sepolto insieme alla madre.

## Opere
- Papillon, Éditions Robert Laffont, Parigi, 1969 ISBN 2221006682
- Banco, Éditions Robert Laffont, Parigi, 1972 ISBN 2266067214

## Filmografia

### Soggettista
- Fuori il malloppo (Popsy Pop), regia di Jean Herman (1971)
- Papillon, regia di Franklin J. Schaffner (1973)
- Papillon, regia di Michael Noer (2017)

### Soggettista e sceneggiatore
- Fuori il malloppo (Popsy Pop), regia di Jean Herman (1971)

### Attore
- Fuori il malloppo (Popsy Pop), regia di Jean Herman (1971)

### Se stesso
- The Magnificent Rebel, regia di Ed Apfel e Lawrence Tetenbaum (1973) - documentario
- Devil's Island (2000), regia di Jaime Hellman - documentario
- Devil's Island: Hell on Earth (2001) - documentario per la TV

## Televisione
- The Mike Douglas Show, programma televisivo (1970)
- Samedi soir, programma televisivo (1971-1972)